# Megahertz
| Grotere eenheden | Grotere eenheden | Grotere eenheden |
| factor           | naam             | symbool          |
| ---------------- | ---------------- | ---------------- |
| 1                | hertz            | Hz               |
| 103              | kilohertz        | kHz              |
| 106              | megahertz        | MHz              |
| 109              | gigahertz        | GHz              |
| 1012             | terahertz        | THz              |

De megahertz is een tot het SI behorende afgeleide eenheid. De eenheid heeft het symbool MHz. Een megahertz is gelijk aan 106 Hz, ofwel 1 000 000 hertz.
De frequentie van radiozenders op de korte golf en FM en van televisiezenders wordt meestal in megahertz opgegeven.
De korte golf loopt tot maximaal 30 MHz. 
FM-zenders hebben een frequentie rond 100 MHz.
De frequentie van televisiezenders loopt tot ca. 600 MHz.
Mobiele telefoons werken met frequenties rond 800, 900, 1800, 1900, 2100 of 2600 MHz.
De oudste huiscomputers hebben een klokfrequentie van ongeveer 1 MHz. 
De oudste IBM-pc werkt met 1,9 MHz. 
Deze frequentie werd in de loop der tijd steeds hoger, en thans is een klokfrequentie van 3 GHz geen uitzondering meer.